# The fin.
The fin. è una band indie rock di Kobe, Giappone, attualmente composta dal cantante Yuto Uchino e dal bassista / ex batterista Kaoru Nakazawa. Uchino e Nakazawa hanno fondato la band nel 2012 con il chitarrista Ryosuke Odagaki e il bassista originale Takayasu Taguchi ed hanno pubblicato la loro prima canzone "Faded Light" su SoundCloud nel novembre dello stesso anno.
Lo stile della band è stato descritto come una miscela di synth-pop e shoegaze degli anni '80 -'90 con l'indie-pop e il chillwave americani di oggi.

## Storia
Formatosi nel 2010, il gruppo è diventato una band di quattro elementi nell'aprile 2012.
Nel settembre 2013, la canzone "Night Time" è stata pubblicata su SoundCloud ed è diventata una hit su Internet, attirando una marea di richieste dal Giappone e dall'estero.
Nel 2014 si sono esibiti sul palco del "ROOKIE A GO-GO" al Fuji Rock Festival; il 20 marzo 2015 si sono esibiti al SXSW di Austin in Texas, come parte dello showcase Japan Nite, è stata la loro prima opportunità di suonare fuori dal Giappone e ha dato inizio al loro primo tour negli Stati Uniti. Più tardi nello stesso anno, hanno intrapreso il loro primo tour nel Regno Unito, supportando il loro EP di debutto Night Time, seguito dalla trasferta a Londra nel settembre 2016.
Nel maggio 2017, il bassista Takayasu Taguchi ha lasciato la band, il batterista Kaoru Nakazawa ha preso il suo posto come bassista e la batteria è attualmente suonata da un membro di supporto.
Il 27 marzo 2019, il chitarrista Ryosuke Odagaki lascia il gruppo dopo un evento indipendente all'UNIT di Daikanyama.

## Album
La band ha lavorato al loro secondo album There con Bradley Spence, un produttore noto per i suoi lavori con Jamiroquai, Passenger, Alt-J e Radiohead, e Joe Lambert, un ingegnere di mastering noto per i lavori per Beach Fossils, Wild Nothing, Washed Out e Warpaint.
L'album è stato pubblicato in Asia nel marzo 2018, seguito da un tour tutto esaurito a sostegno del disco
.

## Festival musicali
La band si è esibita come gruppo di supporto per The Last Shadow Puppets, Circa Waves e MEW, ha partecipato a festival musicali in Giappone e ha intrapreso tour mondiali.

## Discografia

### Album
- 2013-2014 – Glowing Red On The Shore EP
- 2014 – Days With Uncertainty
- 2015 – Night Time EP
- 2016 – Through The Deep (EP)
- 2017 – Pale Blue / Afterglow (LP)
- 2018 – There
- 2019 – Wash Away (EP)
- 2021 – Outer Ego
- 2022 – Acoustic Versions
- 2022 – Outer Ego (Deluxe Edition)